# Saint-Mard (Aisne)
Saint-Mard é uma comuna francesa na região administrativa de Altos da França, no departamento de Aisne. Estende-se por uma área de 4,69 km². Em 2010 a comuna tinha 116 habitantes (densidade: 24,7 hab./km²).